# Kanton Estissac
Der Kanton Estissac war ein französischer Wahlkreis im Département Aube und in der Region Champagne-Ardenne. Er umfasste zehn Gemeinden im Arrondissement Troyes; sein Hauptort (frz.: chef-lieu) war Estissac. Die landesweiten Änderungen in der Zusammensetzung der Kantone brachten im März 2015 seine Auflösung. Vertreter im Generalrat des Départements war zuletzt Didier Leprince.
Der Kanton Estissac war 173,92 km² groß und hatte 6103 Einwohner (Stand 2012).

## Gemeinden
1. Bercenay-en-Othe
2. Bucey-en-Othe
3. Chennegy
4. Estissac
5. Fontvannes
6. Messon
7. Neuville-sur-Vanne
8. Prugny
9. Vauchassis
10. Villemaur-sur-Vanne

## Bevölkerungsentwicklung
| 1962 | 1968 | 1975 | 1982 | 1990 | 1999 | 2006 | 2012 |
| ---- | ---- | ---- | ---- | ---- | ---- | ---- | ---- |
| 4080 | 4359 | 4373 | 4890 | 5125 | 5264 | 5765 | 6103 |